# Карна (Канем)
Карна (фр. Karna) — деревня в Чаде, расположенная на территории региона Канем. Входит в состав департамента Вади-Биссам.

## География
Деревня находится в западной части Чада, к востоку от озера Чад, на высоте 299 метров над уровнем моря.
Карна расположена на расстоянии приблизительно 143 километров к северо-востоку от столицы страны Нджамены.
Ближайшие населённые пункты: Мараволили, Бладжойо, Чокуне-Квенером, Ам-Добак, Кангаратер, Келеп, Ботоа.
Климат деревни характеризуется как аридный жаркий (BWh в классификации климатов Кёппена).

## Транспорт
Ближайший аэропорт расположен в городе Нгури.